# Giovanni Antonio Camossi
Giovanni Antonio Camossi (* um 1750 in Airolo; † nach 1808 ebenda) war ein Politiker, Statthalter des Urner Landvogtes und Präsident der provisorischen Regierung der Leventina.

## Leben
Camossi wurde gegen Mitte des 18. Jahrhunderts in Airolo geboren. Er war Statthalter des Urner Landvogts und trug in der Zeit der französischen Besatzung 1798/1799 seine antifranzösische Haltung offen zur Schau. Camossi spielte eine wichtige Rolle während des Volksaufstands in der Leventina, einem Nebenschauplatz des Zweiten Koalitionskriegs. Von 1798 bis 1800 war er Präsident der provisorischen Regierung der Leventina (Präsident des Kriegsrats der Leventina im Jahr 1799). An der Spitze der Leute von Airolo entwaffnete er am 27. April 1799 die von der anderen Seite des Gotthardpasses zum Schutz der Helvetischen Republik hinübergesandten Tessinertruppen und bemächtigte sich am 28.–29. April des Gepäcks des Generals Claude-Jacques Lecourbe.
Zu Beginn des Aufstands in der Leventina am 1. Mai 1799 wurde er nach Como und Mailand abgeordnet, um Österreichs Hilfe zu erbitten. Von 1803 bis 1808 war er Tessiner Grossrat.

## Belege
1. ↑  Celestino Trezzini: Giovanni Antonio Camossi. S. 480 (PDF biblio.unibe.ch, abgerufen am 16. Juli 2017).

| Personendaten    | Personendaten             |
| ---------------- | ------------------------- |
| NAME             | Camossi, Giovanni Antonio |
| KURZBESCHREIBUNG | Politiker                 |
| GEBURTSDATUM     | um 1750                   |
| GEBURTSORT       | Airolo                    |
| STERBEDATUM      | nach 1808                 |
| STERBEORT        | Airolo                    |